# 八隅體規則

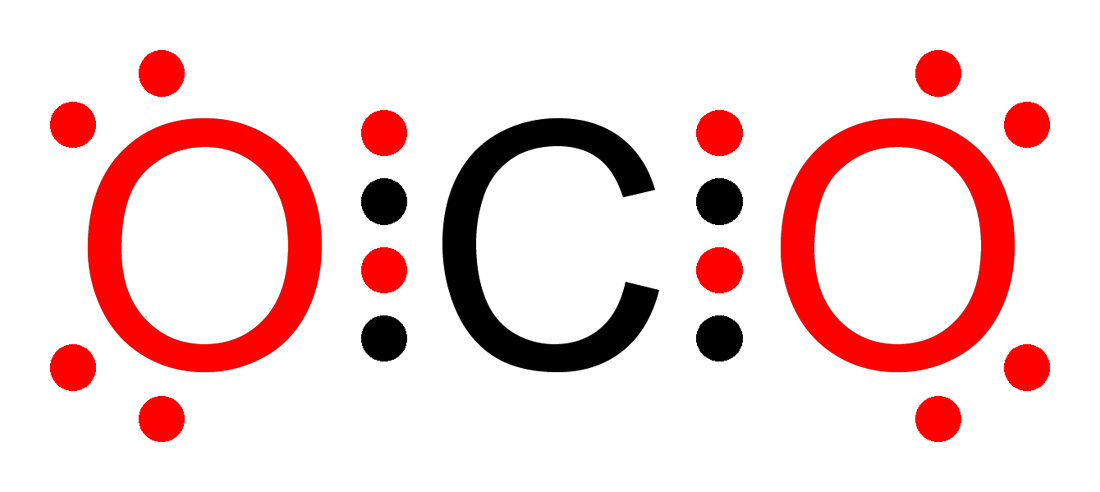
二氧化碳的路易斯結構──中央的碳原子及兩側的氧原子均被八個電子包圍。

八隅體規則（或稱八電子規則）是化學中一個簡單的規則，即原子間的組合趨向令各原子的價層都擁有與惰性氣體相同的電子排列。主族元素，如碳、氮、氧、鹵素族、鈉、鎂都依從這個規則。簡單而言，當組成離子或分子的原子的最外電子層有八個電子，它們便會趨向穩定，而若不满8个时，原子间会互相共享或交换电子达到平衡稳定。例如Cl与Na形成NaCl的结构。
第一層電子最多有2個，第二層8個，第三層18個，第四層32個。公式為2n2。

## 歷史
19世紀末，已經有科學家發現配合物是由原子或分子組成，令其組成原子的原子價滿足某條件。1893年阿爾弗雷德·維爾納發現，與中央連接的原子或官能基的數目（配位數）通常是4或者6，最高可以是8，不過罕有發生。1904年，理查德·阿贝格提出阿貝格規則，指出元素化合價的最大正值和最小負值的相差通常為8。1916年，吉爾伯特·路易斯在其「立方原子理論」制定八隅體規則時就使用了阿貝格規則。

## 概觀
簡單的說，當一個元素的最外的電子殼層擁有八個電子時(第一周期的氫、氦價殼層只有2個，故稱二隅體，廣義是為八隅體)，它便會被填滿和變得穩定；這也是惰性氣體不活躍的原因。注意：「被填滿的層」是指當下層開始接受電子時，其價層有八個電子，即使更高的亞層（d、f，及其他）還沒有被填滿。在基態的原子最多只能容納8個電子在其價層，因為s亞層被填滿後，必定會填p亞層。於是，當p亞層被填滿後，更多的電子只進入下一層，而成為價層。
根據八隅體規則，原子一般會通過得到、失去或分享電子以達成八隅體。原子的反應分成三種：離子鍵、共價鍵、金屬鍵。
最常使用八隅體規則的原子是：
- 碳 (C)
- 氮 (N)
- 氧 (O)
- 鹵素：氟 (F)、氯 (Cl)、溴 (Br)、碘 (I)、砹 (At)
- 貴氣體：氦 (He)、氖 (Ne)、氬 (Ar)、氪 (Kr)、氙 (Xe)、氡 (Rn)
- 鹼金屬：鋰 (Li)、鈉 (Na)、鉀 (K)、铷 (Rb)、銫 (Cs)、钫 (Fr)
- 鹼土族：鈹 (Be)、鎂 (Mg)、鈣 (Ca)、鍶 (Sr)、鋇 (Ba)、鐳 (Ra)

## 例外
- 第一電子層的二隅體：氦氣的最外層只有2個電子，十分穩定。（由於沒有1p亞層，1s之上就是2s亞層，故第一電子層只能有最多2個電子。）氫可獲得額外電子、鋰可失去電子而變成這種穩定排列。
- 一些少於8個電子的原子組成缺電子化合物，因為不足孤偶電子形成鍵。這在硼的化合物中常見，其價層通常只有6個電子（如在BF3中）。此外，也可出現在碳烯中。
- 自由基（如一氧化氮）擁有一個或多個有「單數」電子數目的原子。
- 多於3個電子層的原子能容納多於8個電子在其最外層，因为超过原子序11时，第三层电子层出现d亚层 (sub-shell)，可以超越八隅体。例如：
  - 五氯化磷（PCl5）中的磷
  - 六氟化硫（SF6）中的硫
- 在過渡金屬中，十八電子規則取代了八隅體規則。